# Віда Гуерра
Ві́да Гуе́рра (ісп. і англ. Vida Guerra, правильна іспанська вимова — «Ґерра») — американська модель та співачка кубинського походження.

## Біографія
Народилася 19 березня 1974 року в Гавані на Кубі, надалі разом з батьками емігрувала до США. Родина зупинилася у місті Перт-Амбой (Нью-Джерсі).
Підліткою Віда взяла участь у кількох місцевих показах купальників, знялася у музичному кліпі.
У грудні 2002 року Віда Гуерра знялася у фотосесії спідньої білизни для журналу FHM.
У 2005 році посіла 26-те місце у F.H.M's Top 100 Sexiest Females («100 найсексуальніших жінок за версією FHM») і двічі стала власницею премії «Best Butt Award» («Найкращі сідниці») цього журналу. Того ж року Гуерра видала власний календар зі знімками в купальниках (з додатком на DVD з того, що залишилося «за кадром»), а наступного року — DVD «Віда Гуерра: Знято» (Vida Guerra: Exposed).
У квітні 2005 року хакери зламали камерафон Гуерри. Кілька викрадених фотографій, включаючи фото-ню, стрімко поширилися Інтернетом. Гуерра заявила, що фото належали іншій жінці, а її обличчя було додане за допомогою фотошопу.
Липневий випуск журналу Playboy у 2006 році опублікував перші офіційні фотографії оголеної Гуерри. На її рішення взяти участь у зйомках вплинув інцидент з камерафоном: вона прагнула продемонструвати свій справжній вигляд.
Віда Гуерра — вегетаріанка.. У 2011 році вона взяла участь оголеною в акції підтримки PETA — на захист вегетаріанства.